# Kavečany
Kavečany (maďarsky Kavocsán, Kavecsán) jsou městská část Košic (Slovensko), součást okresu Košice I. Do Kavečan vede linka č.29 košické městské hromadné dopravy.

## Historie
První písemná zmínka o vesnici pochází z roku 1423. Začátkem 19. století byla ves uváděna mj. jako Kwačany. Obec byla součástí Uherska, po uzavření Trianonské smlouvy se stala součástí Československa. V roce 1930 zde žilo 581 obyvatel. V letech 1938 až 1945 (v důsledku první vídeňské arbitráže) byla obec připojena k Maďarsku. V roce 1938 Kvačany po prvním rozhodnutí ve Vídni navštívil smíšený maďarsko-slovenský pohraniční výbor, který se většinové slovenské obce zeptal, kam chce patřit. Odpověď zněla: „Do Košic“, protože vesnice žila z potravin prodávaných v Košicích a její obyvatelé považovali ekonomické ohledy za důležitější než politické. V letech 1945 až 1992 byla obec opět součástí Československa. V roce 1976 se Kavečany staly součástí Košic.

## Ulice
Budanová, Gorovecká, Gazdovská, Kadlubská, Kopečná, K ihrisku, Lovecká, Lyžiarská, Na rožku, Nivky, Oblá, Podkamenná, Strážna, Široká, Šamborská, Rokytská, Vyšná.

## Turismus
Na území Kavečan se nachází:
- římskokatolický kostel sv. Petra a Pavla, z roku 1783,

- přírodní památka Kavečianska stráň,
- Košická zoologická zahrada (289 hektarů),
- lyžařské středisko,[6][4]
- letní bobová dráha,
- lesní cyklostezka, která má délku 13,5 km a v delším úseku je vhodná především pro náročnější cykloturisty. Zajímavým místem na trase je pramen Králova studna,
- méně náročné a středně náročné pěší turistické tratě s maximálním převýšením 550 m na více trasách z Čermelské doliny do vrchů Čierné hory.

## Galerie

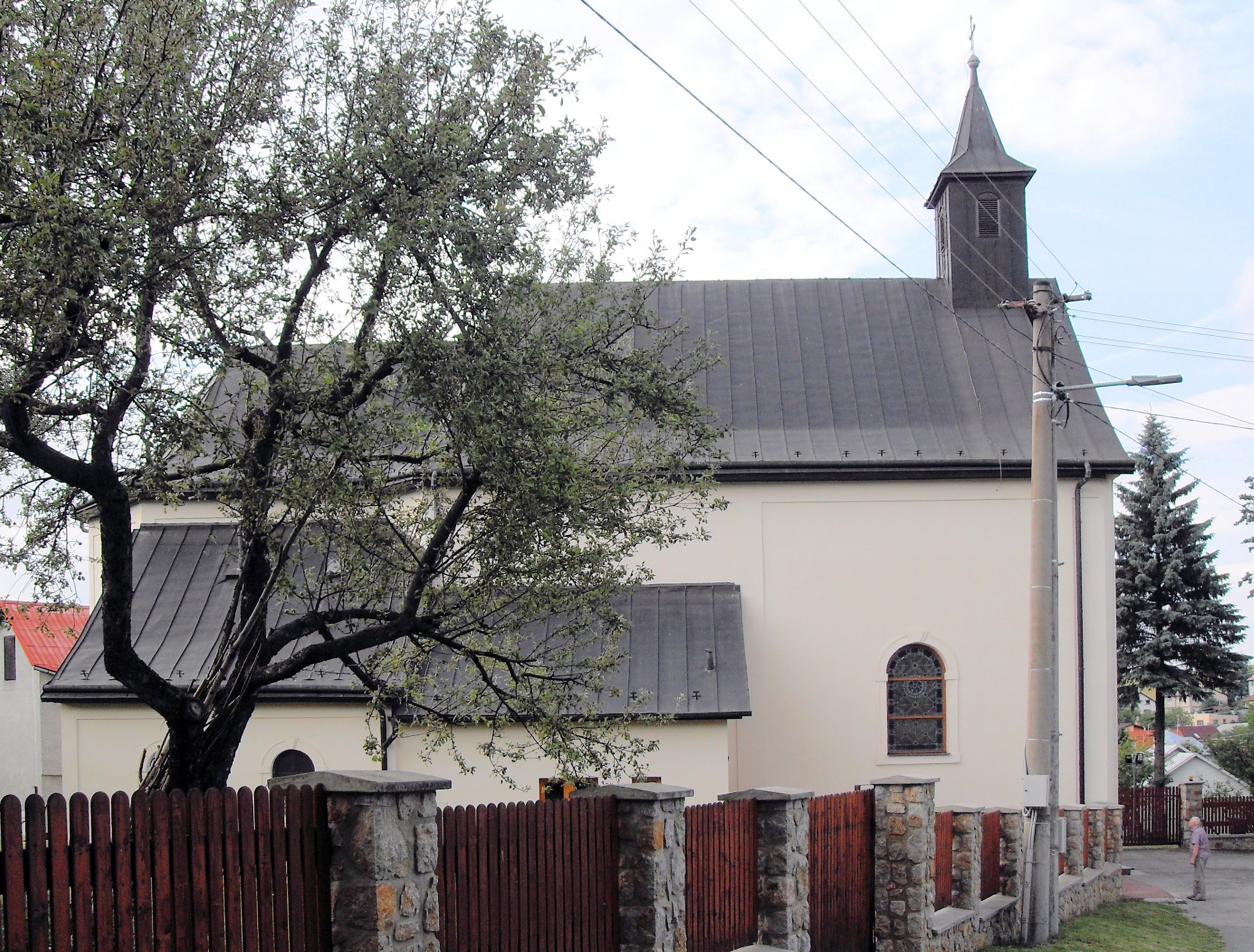
Kostel sv. Petra a Pavla
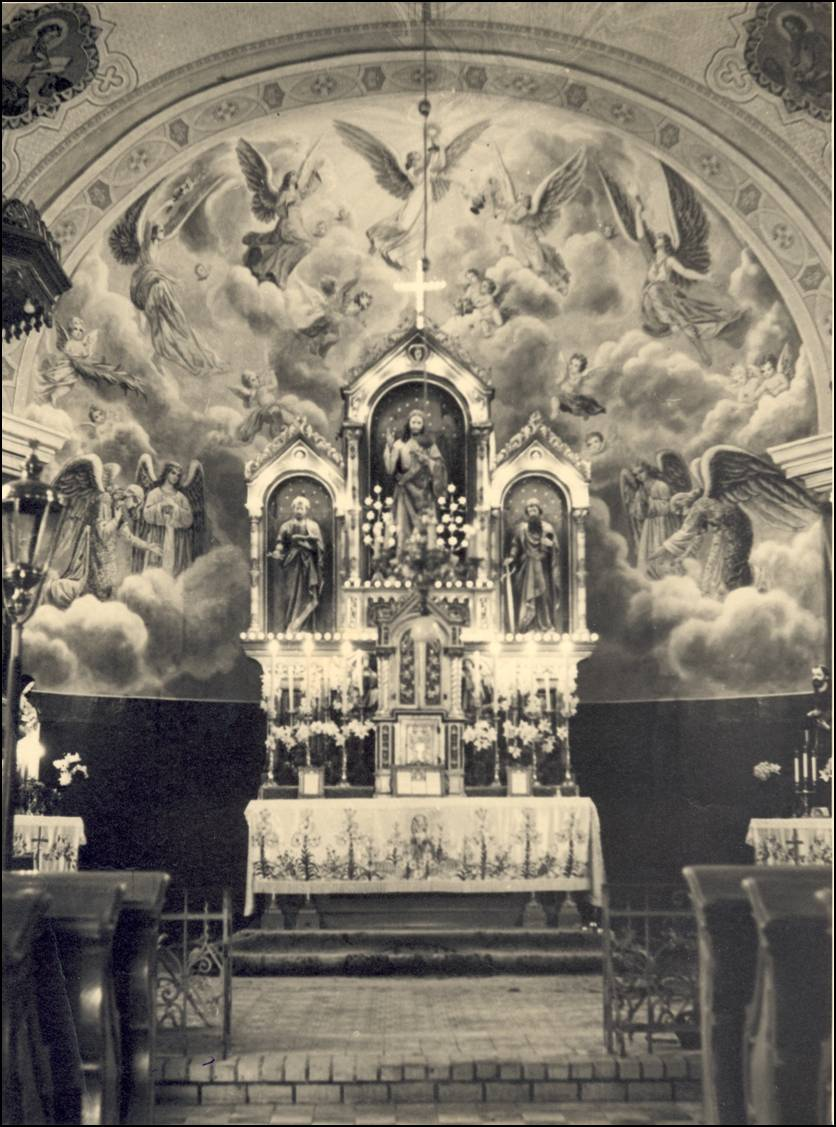
Interier kostela
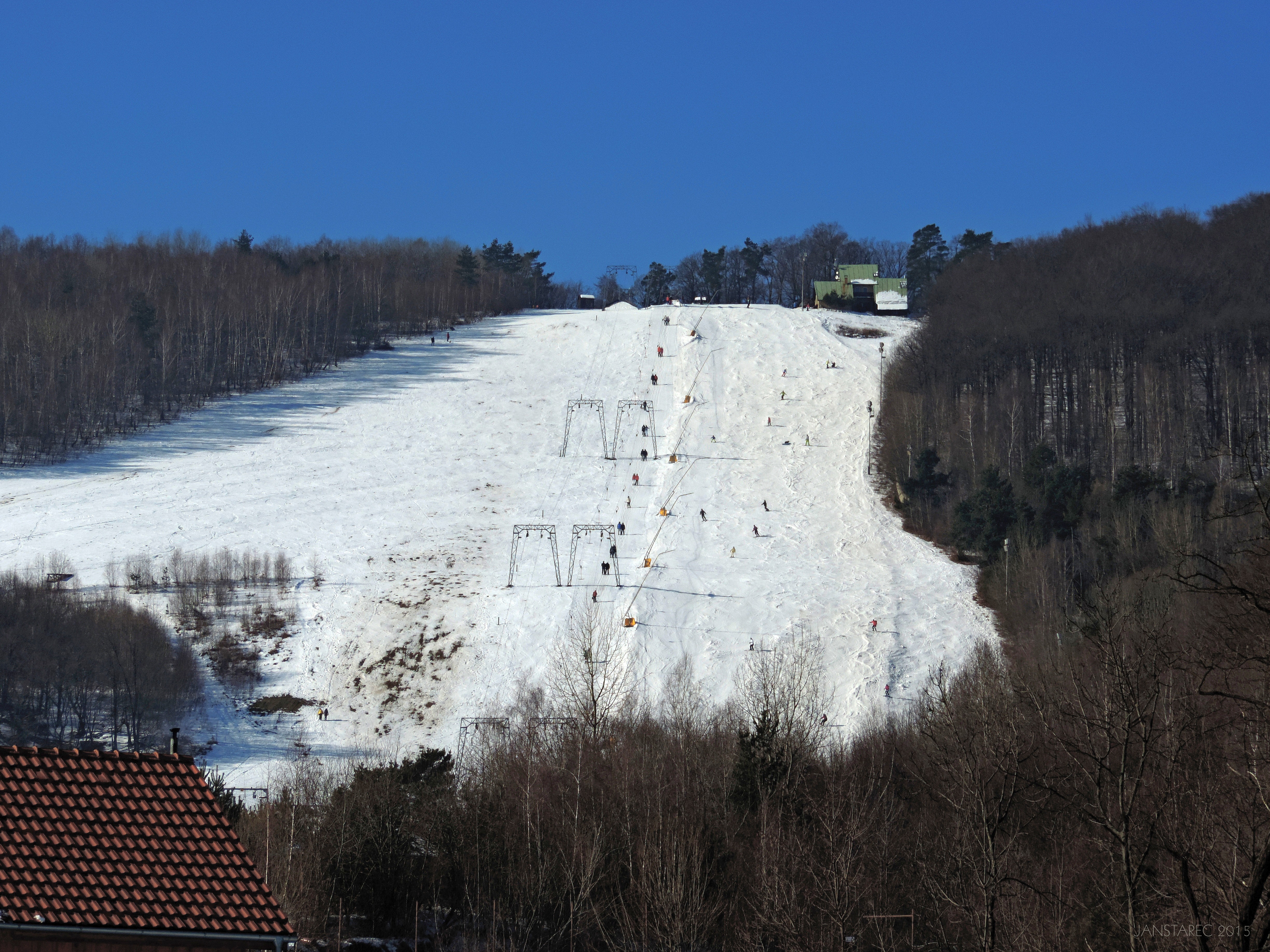
sjezdovka Hrešná
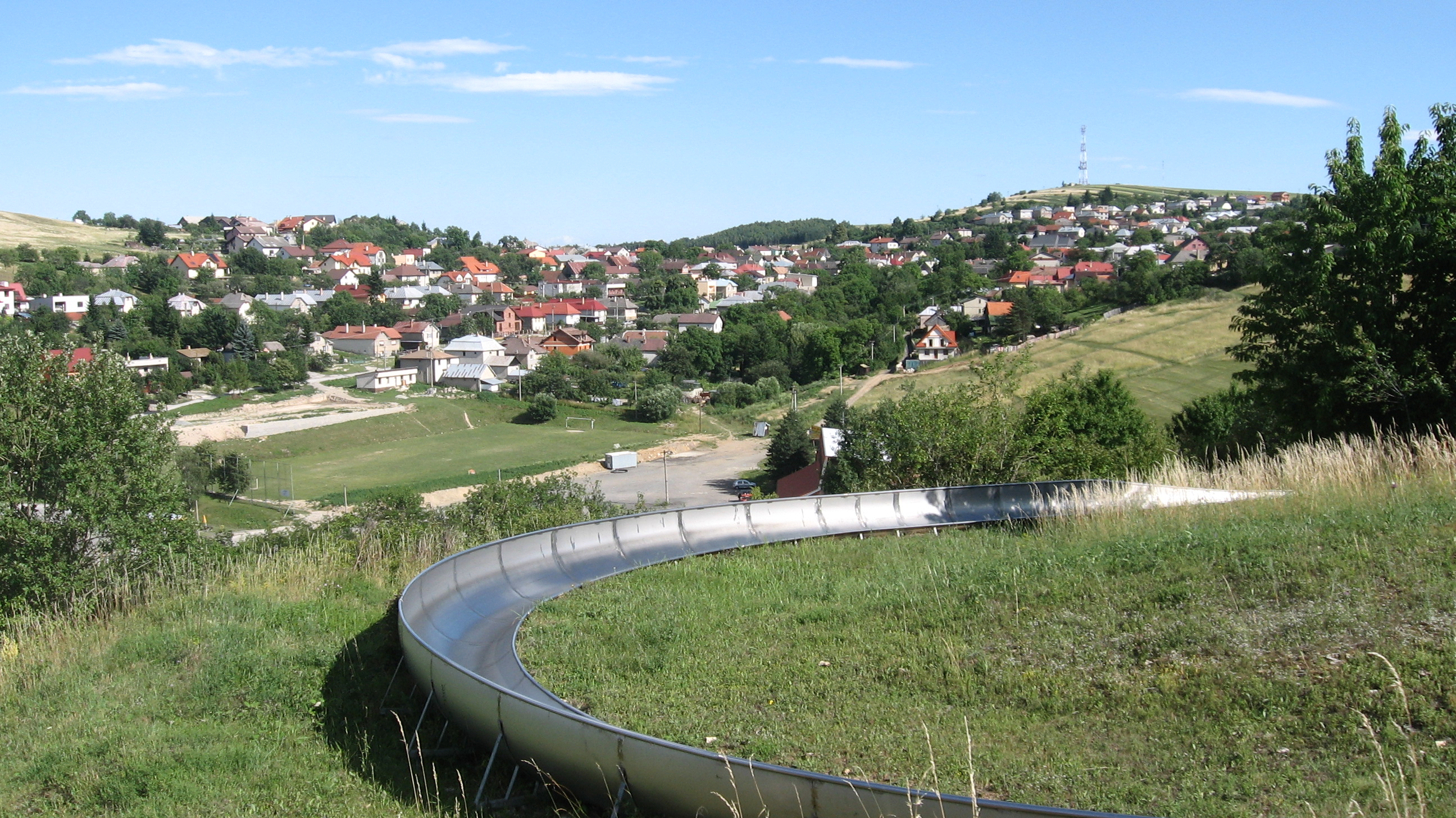
Letní bobová dráha